# 長井偉訓
長井 偉訓（ながい よりとし）は、日本の社会福祉学者。愛媛大学名誉教授。

## 略歴
熊本県熊本市出身。
1975年長崎県立大学経済学部経済学科卒業。
1987年慶應義塾大学大学院社会学研究科博士課程単位取得満期退学。
1987年静岡県立大学短期大学部講師。
1992年愛媛大学法文学部教授、2017年名誉教授。
労務理論学会会長、社会政策学会幹事等を歴任した。

## 著書
- 『ユビキタス時代の産業と企業』（井上照幸,林倬史,渡邊明編著, 野口宏,貫隆夫,秋野晶二,須藤春夫,加藤英一共著, 税務経理協会, 2007年）